# Pique
Pique is de mascotte van het wereldkampioenschap voetbal 1986, dat voor de tweede keer werd gehouden in Mexico.
Na de organisatie van het wereldkampioenschap voetbal 1970 moest de Mexicaanse organisatie op zoek naar een nieuwe mascotte. Het ontwerp van Pique werd uiteindelijk de winnaar, maar dit ontwerp riep al snel de nodige vraagtekens op. Pique draagt de kleuren van de Mexicaanse vlag, maar veel mensen viel dit niet op. De mascotte zelf is een groene jalapeño peper. Op zijn hoofd draagt hij een sombrero. Kenmerkend zijn verder de zwarte snor en de voetbal, waarop hij met zijn rechteram leunt. De naam Pique is afkomstig van pikant, waarmee de verwijzing naar de Mexicaanse keuken wordt gezocht.
1966: Willie ·
1970: Juanito ·
1974: Tip en Tap ·
1978: Gauchito ·
1982: Naranjito ·
1986: Pique ·
1990: Ciao ·
1994: Striker ·
1998: Footix ·
2002: Ato, Kaz en Nik ·
2006: Goleo VI ·
2010: Zakumi ·
2014: Fuleco ·
2018: Zabivaka ·
2022: La'eeb